# Torneo Internacional de Fútbol Sub-20 de la Alcudia
Torneo Internacional de Fútbol Sub-20 de La Alcudia, o Comité Organizador del Torneo Internacional de Fútbol (abreviado como COTIF), es un campeonato juvenil de fútbol en el que participan tanto clubes como selecciones nacionales de jugadores y que se disputa anualmente en La Alcudia (Valencia), España.

## Historia
La historia se remonta al año 1983 cuando el CE L'Alcúdia fue invitado a un torneo internacional de fútbol en la ciudad francesa de Bollène, en la cual participaban equipos de diferentes partes de Europa. Este acontecimiento hizo que la delegación de La Alcudia quedase gratamente asombrada. Cuando regresaron comenzaron a valorar la posibilidad de organizar un torneo de similares características.
Los organizadores encontraron un gran apoyo en el ayuntamiento y en toda la población de La Alcudia, de tal manera que solo un año después de la participación en Bollène, en agosto del 1984, se celebró la primera edición del Torneo Internacional de fútbol de La Alcudia, más conocido como el COTIF.
Por el COTIF han pasado ya muchos jugadores que actualmente militan en los mejores equipos y ligas de todo el mundo. Estrellas y jugadores destacados como Iker Casillas, Raúl González y Guti (Real Madrid), Andriy Shevchenko (Chelsea FC), Francisco Javier Pérez Rufete y David Albelda (Valencia CF), Cafú (AC Milan y Selección brasileña de fútbol), Andreu Palop (Sevilla FC), Jordi Cruyff e Iván de la Peña (F. C. Barcelona), Salomón Rondón (FC Zenit de San Petersburgo y selección de fútbol de Venezuela), Ricardo Oliveira (Valencia CF, Real Betis Balompié y Real Zaragoza), Rafael Márquez (F. C. Barcelona), Lautaro Martínez (Inter de Milán), Kangin Lee (Valencia CF y PSG) entre otros varios jugadores con un claro renombre en el panorama futbolístico internacional.

## Organización
El estadio en el que disputan los partidos del COTIF es el Estadio Municipal "Els Arcs" de La Alcudia, tiene una capacidad de 5.000 espectadores, con una amplia zona recreativa y un terreno de juego con césped artificial para asegurar el espectáculo y el buen fútbol en las siguientes ediciones del torneo.

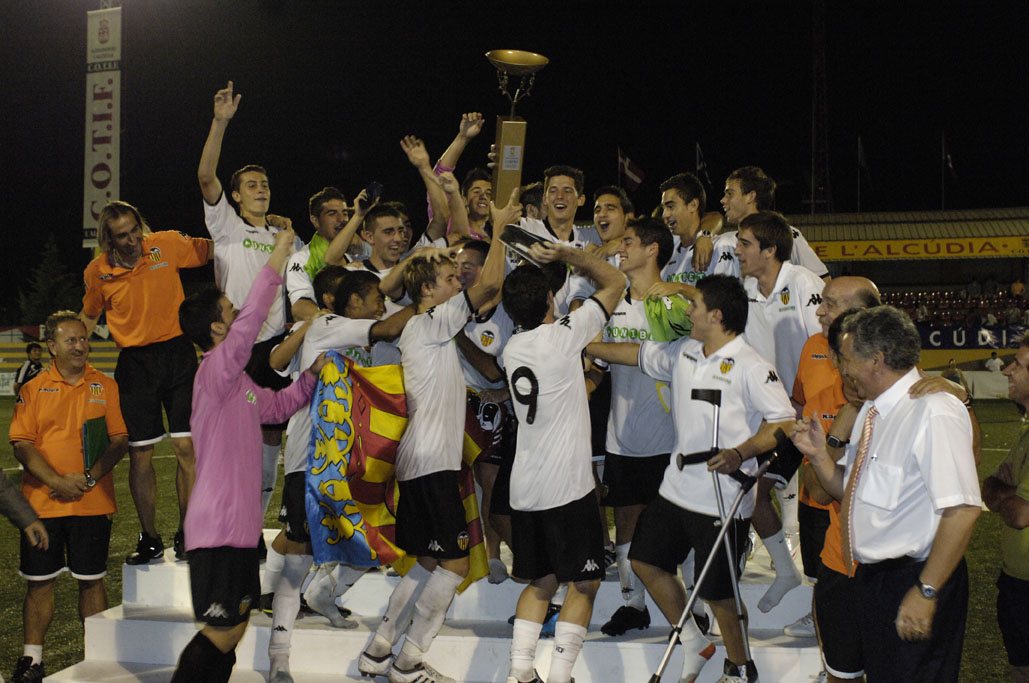
Los jugadores del Valencia CF celebrando el trofeo conseguido en 2009.

En los campos paralelos al principal se encuentran dos campos de fútbol-8 en los que se disputan un torneo de pre-benjamines, un torneo de Benjamines y un torneo de alevines en los que participan futuras promesas del fútbol que tienen alrededor de entre 7 y 11 años. Cabe destacar la masiva asistencia que genera el torneo de fútbol base (COTIF Promeses) porque a los "pequeñines" van a verlos padres, tíos, abuelos,... en general toda la familia. Los equipos que participan en los torneos de pre-benjamines y benjamines son todos de la Comunidad Valenciana. El torneo alevín ha ampliado fronteras con la presencia del Sevilla FC, Granada CF y Cádiz CF. 
Desde 2011 se disputa el COTIF Cañamás Naranja donde participan equipos de la 1ª y 2ª división femenina del fútbol español y extranjeros. 
Los tres torneos se celebran simultáneamente entre finales de julio y principios de agosto durante 11 días de alta competición.
El Valencia Club de Fútbol es el equipo que más veces se ha hecho con el título de campeón, concretamente en 6 ocasiones, seguido por los seleccionados de la URSS y de Argentina, que han ganado 4 ediciones. Por debajo se encuentran los seleccionados de España y Brasil con 3 torneos. Dos trofeos consiguieron las selecciones de Uruguay, Chile, Ucrania y Marruecos, además del Real Madrid C. F., el F. C. Barcelona, la  y el Elche CF. En una ocasión lo ganaron el Sao Paulo FC, RCD Espanyol, Corinthians, Guaraní (Paraguay), la selección de fútbol de Ecuador, el Atlético de Madrid y el Villarreal CF.
Durante algunos años se disputó en el mes de abril (durante las vacaciones de Pascua) otro COTIF Promeses para categoría cadete y fútbol 8 que incluso tuvo subsede en Gandia.

## Campeones
Todos los equipos considerados en este listado corresponden a sus categorías absolutas.
| Año  | Campeón         | Subcampeón           | 3° Lugar         | 4° Lugar              |
| ---- | --------------- | -------------------- | ---------------- | --------------------- |
| 1984 | Valencia CF     | Real Madrid CF       | Póvoa Varzim SC  | CE l'Alcúdia          |
| 1985 | Valencia CF     | F. C. Barcelona      | CE l'Alcúdia     | UD Alzira             |
| 1986 | Unión Soviética | Valencia CF          | S. L. Benfica    | Sporting de Gijón     |
| 1987 | Marruecos       | Valencia CF          | Sevilla FC       | CE l'Alcúdia          |
| 1988 | Unión Soviética | Argelia              | Aberdeen FC      | Valencia CF           |
| 1989 | Unión Soviética | Alemania Democrática | Valencia CF      | Athletic Bilbao       |
| 1990 | Brasil          | Unión Soviética      | España           | Valencia CF           |
| 1991 | Unión Soviética | Camerún              | Osasuna          | Unión Española        |
| 1992 | F.C. Barcelona  | Valencia CF          | Rusia            | Dnipro Dnipropetrovsk |
| 1993 | Ucrania         | Chile                | Estados Unidos   | Italia                |
| 1994 | Real Madrid CF  | Brøndby IF           | Valencia CF      | F. C. Barcelona       |
| 1995 | Ucrania         | Valencia CF          | ACF Fiorentina   | Real Madrid CF        |
| 1996 | Marruecos       | Valencia CF          | Uruguay          | Albacete Balompié     |
| 1997 | F.C. Barcelona  | At. Madrid           | Real Madrid CF   | CE l'Alcúdia          |
| 1998 | Chile           | Rusia                | Real Madrid CF   | F. C. Barcelona       |
| 1999 | SC Corinthians  | Boca Juniors         | México           | F. C. Barcelona       |
| 2000 | Valencia CF     | Boca Juniors         | Portuguesa       | Real Madrid CF        |
| 2001 | São Paulo       | F. C. Barcelona      | Alianza Lima     | Real Madrid CF        |
| 2002 | Brasil          | Estados Unidos       | Uruguay          | Costa Rica            |
| 2003 | Uruguay         | Ucrania              | Com. Valenciana  | Egipto                |
| 2004 | RCD Español     | Villarreal CF        | Valencia CF      | F. C. Barcelona       |
| 2005 | Valencia CF     | F. C. Barcelona      | RCD Español      | Cruzeiro              |
| 2006 | Club Guaraní    | Grêmio               | Valencia CF      | Rusia                 |
| 2007 | Real Madrid CF  | Levante UD           | Atlético Mineiro | Sevilla FC            |
| 2008 | Villarreal CF   | Brasil               | Uruguay          | Club Guaraní          |
| 2009 | Valencia CF     | Venezuela            | Japón            | Villarreal CF         |
| 2010 | Ecuador         | Santos FC            | Valencia CF      | Villarreal CF         |
| 2011 | Valencia CF     | EC Juventude         | Villarreal CF    | Levante UD            |
| 2012 | Argentina       | España               | Corea del Sur    | Turquía               |
| 2013 | España          | Argentina            | México           | Canadá                |
| 2014 | Brasil          | Levante UD           | Argentina        | Ecuador               |
| 2015 | Chile           | At. Madrid           | Santos FC        | Levante UD            |
| 2016 | España          | Argentina            | Venezuela        | Catar                 |
| 2017 | At. Madrid      | Valencia CF          | Levante UD       | Marruecos             |
| 2018 | Argentina       | Rusia                | Uruguay          | Venezuela             |
| 2019 | España          | Rusia                | Argentina        | Baréin                |
| 2021 | Elche CF        | UD Alzira            | FC Rukh Lviv     | Villarreal CF         |
| 2022 | Argentina       | Uruguay              | Levante UD       | Valencia CF           |
| 2023 | Elche CF        | Arabia Saudita       | Real Madrid      | UD Alzira             |
| 2024 | Uruguay         | Argentina            | Valencia CF      | Elche CF              |
| 2025 | Argentina       | Valencia CF          | Alboraya         | Mauritania            |

## Palmarés
| Equipo                | Campeón                                | Subcampeón                                   | Tercer lugar                           | Cuarto lugar               |
| --------------------- | -------------------------------------- | -------------------------------------------- | -------------------------------------- | -------------------------- |
| Valencia CF           | 6 (1984, 1985, 2000, 2005, 2009, 2011) | 7 (1986, 1987, 1992, 1995, 1996, 2017, 2025) | 6 (1989, 1994, 2004, 2006, 2010, 2024) | 3 (1988, 1990, 2022)       |
| Argentina             | 4 (2012, 2018, 2022, 2025)             | 3 (2013, 2016, 2024)                         | 2 (2014, 2019)                         |                            |
| Unión Soviética       | 4 (1986, 1988, 1989, 1991)             | 1 (1990)                                     |                                        |                            |
| España                | 3 (2013, 2016, 2019)                   | 1 (2012)                                     | 1 (1990)                               |                            |
| Brasil                | 3 (1990, 2002, 2014)                   | 1 (2008)                                     |                                        |                            |
| F.C. Barcelona        | 2 (1992, 1997)                         | 3 (1985, 2001, 2005)                         |                                        | 4 (1994, 1998, 1999, 2004) |
| Uruguay               | 2 (2003, 2024)                         | 1 (2022)                                     | 4 (1996, 2002, 2008, 2018)             |                            |
| Real Madrid CF        | 2 (1994, 2007)                         | 1 (1984)                                     | 3 (1997, 1998, 2023)                   | 3 (1995, 2000, 2001)       |
| Chile                 | 2 (1998, 2015)                         | 1 (1993)                                     |                                        |                            |
| Ucrania               | 2 (1993, 1995)                         | 1 (2003)                                     |                                        |                            |
| Elche CF              | 2 (2021, 2023)                         |                                              | 1 (2024)                               |                            |
| Marruecos             | 2 (1987, 1996)                         |                                              |                                        | 1 (2017)                   |
| Atlético de Madrid    | 1 (2017)                               | 2 (1997, 2015)                               |                                        |                            |
| Villarreal CF         | 1 (2008)                               | 1 (2004)                                     | 1 (2011)                               | 3 (2009, 2010 2021)        |
| RCD Español           | 1 (2004)                               |                                              | 1 (2005)                               |                            |
| Ecuador               | 1 (2010)                               |                                              |                                        | 1 (2014)                   |
| Club Guaraní          | 1 (2006)                               |                                              |                                        | 1 (2008)                   |
| SC Corinthians        | 1 (1999)                               |                                              |                                        |                            |
| São Paulo             | 1 (2001)                               |                                              |                                        |                            |
| Rusia                 |                                        | 3 (1998, 2018, 2019)                         | 1 (1992)                               | 1 (2006)                   |
| Levante UD            |                                        | 2 (2007, 2014)                               | 2 (2017, 2022)                         | 2 (2011, 2015)             |
| Boca Juniors          |                                        | 2 (1999, 2000)                               |                                        |                            |
| Venezuela             |                                        | 1 (2009)                                     | 1 (2016)                               | 1 (2018)                   |
| Estados Unidos        |                                        | 1 (2002)                                     | 1 (1993)                               |                            |
| Santos FC             |                                        | 1 (2010)                                     | 1 (2015)                               |                            |
| UD Alzira             |                                        | 1 (2021)                                     |                                        | 2 (1985, 2023)             |
| EC Juventude          |                                        | 1 (2011)                                     |                                        |                            |
| Grêmio                |                                        | 1 (2006)                                     |                                        |                            |
| Brøndby IF            |                                        | 1 (1994)                                     |                                        |                            |
| Camerún               |                                        | 1 (1991)                                     |                                        |                            |
| Alemania Democrática  |                                        | 1 (1989)                                     |                                        |                            |
| Argelia               |                                        | 1 (1988)                                     |                                        |                            |
| Arabia Saudita        |                                        | 1 (2023)                                     |                                        |                            |
| México                |                                        |                                              | 2 (1999, 2013)                         |                            |
| CE l'Alcúdia          |                                        |                                              | 1 (1985)                               | 3 (1984, 1987, 1997)       |
| Sevilla FC            |                                        |                                              | 1 (1987)                               | 1 (2007)                   |
| Corea del Sur         |                                        |                                              | 1 (2012)                               |                            |
| Japón                 |                                        |                                              | 1 (2009)                               |                            |
| Atlético Mineiro      |                                        |                                              | 1 (2007)                               |                            |
| Comunidad Valenciana  |                                        |                                              | 1 (2003)                               |                            |
| Alianza Lima          |                                        |                                              | 1 (2001)                               |                            |
| Portuguesa            |                                        |                                              | 1 (2000)                               |                            |
| ACF Fiorentina        |                                        |                                              | 1 (1995)                               |                            |
| Osasuna               |                                        |                                              | 1 (1991)                               |                            |
| Aberdeen FC           |                                        |                                              | 1 (1988)                               |                            |
| S. L. Benfica         |                                        |                                              | 1 (1986)                               |                            |
| Varzim SC             |                                        |                                              | 1 (1984)                               |                            |
| FC Rukh Lviv          |                                        |                                              | 1 (2021)                               |                            |
| Canadá                |                                        |                                              |                                        | 1 (2013)                   |
| Turquía               |                                        |                                              |                                        | 1 (2012)                   |
| Cruzeiro              |                                        |                                              |                                        | 1 (2005)                   |
| Egipto                |                                        |                                              |                                        | 1 (2003)                   |
| Costa Rica            |                                        |                                              |                                        | 1 (2002)                   |
| Albacete Balompié     |                                        |                                              |                                        | 1 (1996)                   |
| Italia                |                                        |                                              |                                        | 1 (1993)                   |
| Dnipro Dnipropetrovsk |                                        |                                              |                                        | 1 (1992)                   |
| Unión Española        |                                        |                                              |                                        | 1 (1991)                   |
| Athletic Bilbao       |                                        |                                              |                                        | 1 (1989)                   |
| Sporting de Gijón     |                                        |                                              |                                        | 1 (1986)                   |
| Catar                 |                                        |                                              |                                        | 1 (2016)                   |
| Baréin                |                                        |                                              |                                        | 1 (2019)                   |

## Trofeos en posesión
Aunque hay un campeón en cada edición, sólo se otorga un trofeo en posesión a los conjuntos que ganen el torneo 5 veces o 3 consecutivas. A día de hoy sólo se ha entregado un trofeo, al Valencia CF.

## Torneo femenino
| Año  | Campeón            | Subcampeón    | 3° Lugar          | 4° Lugar          |
| ---- | ------------------ | ------------- | ----------------- | ----------------- |
| 2011 | Levante UD         | Valencia CF   |                   |                   |
| 2012 | Levante UD         | Valencia CF   | CFF Marítim       | Mislata CFF       |
| 2013 | Levante UD         | Valencia CF   | Albacete Balompié | Villarreal CF     |
| 2014 | F.C. Barcelona     | Levante UD    | Montpellier HSC   | Valencia CF       |
| 2015 | Athletic Club      | Valencia CF   | RCD Espanyol      | Namibia           |
| 2016 | Real Betis         | Venezuela     | RCD Espanyol      | Kenia             |
| 2017 | Atlético de Madrid | Valencia CF   | Marruecos         | Levante UD        |
| 2018 | Levante UD         | Madrid CFF    | Marruecos         | Albacete Balompié |
| 2019 | España sub-19      | Villarreal CF | India             |                   |
| 2021 | CD Castellón       | Elche CF      | Valencia CF       | CFF Marítim       |
| 2022 | Villarreal CF      | Argentina     |                   |                   |
| 2023 | Villarreal CF      | Levante UD    | Elche CF          | CD Castellón      |

### Títulos por equipo
| Equipo             | Campeón                    | Subcampeón                       | Tercer lugar   | Cuarto lugar |
| ------------------ | -------------------------- | -------------------------------- | -------------- | ------------ |
| Levante UD         | 4 (2011, 2012, 2013, 2018) | 2 (2014, 2023)                   |                | 1 (2017)     |
| Villarreal CF      | 2 (2022, 2023)             | 1 (2019)                         |                | 1 (2013)     |
| CD Castellón       | 1 (2021)                   |                                  |                | 1 (2023)     |
| F.C. Barcelona     | 1 (2014)                   |                                  |                |              |
| España sub-19      | 1 (2019)                   |                                  |                |              |
| Athletic Bilbao    | 1 (2015)                   |                                  |                |              |
| Real Betis         | 1 (2016)                   |                                  |                |              |
| Atlético de Madrid | 1 (2017)                   |                                  |                |              |
| Valencia CF        |                            | 5 (2011, 2012, 2013, 2015, 2017) | 1 (2021)       | 1 (2014)     |
| Elche CF           |                            | 1 (2021)                         | 1 (2023)       |              |
| Argentina          |                            | 1 (2022)                         |                |              |
| Venezuela          |                            | 1 (2016)                         |                |              |
| Madrid CFF         |                            | 1 (2018)                         |                |              |
| RCD Espanyol       |                            |                                  | 2 (2015, 2016) |              |
| Marruecos          |                            |                                  | 2 (2017, 2018) |              |
| Albacete Balompié  |                            |                                  | 1 (2013)       | 1 (2018)     |
| CFF Marítim        |                            |                                  | 1 (2012)       | 1 (2021)     |
| Montpellier HSC    |                            |                                  | 1 (2014)       |              |
| India              |                            |                                  | 1 (2019)       |              |
| Mislata CFF        |                            |                                  |                | 1 (2012)     |
| Namibia            |                            |                                  |                | 1 (2015)     |
| Kenia              |                            |                                  |                | 1 (2016)     |